# Кривохижин, Александр Иванович
Александр Иванович Кривохижин — советский хозяйственный, государственный и политический деятель.

Кривохижин А. И.

## Биография
Родился в 1932 году в Ашхабаде. Член КПСС.
С 1947 года — на хозяйственной, общественной и политической работе. В 1947—1994 гг. — учащийся Саратовского авиационного техникума, мастер Саратовского авиационного завода, военнослужащий Советской Армии, слесарь, мастер, старший инженер, руководитель конструкторской группы, начальник цеха, и. о. начальника производства, главный инженер, директор Саратовского орденов Ленина, Трудового Красного Знамени и Октябрьской Революции авиационного завода, ответработник Управления внутренних дел Саратовского облисполкома.
Лауреат Государственной премии СССР (1977 г.)
Делегат XXVI съезда КПСС.
Умер в Саратове в 1994 году.

## Память
Мемориальная плита установлена на доме, где Кривохижин А.И. жил с 1977 по 1994 годы, по адресу: Саратов, проспект Кирова (ныне проспект Столыпина) дом 21-23.